# Andance
Andance is een gemeente in het Franse departement Ardèche (regio Auvergne-Rhône-Alpes). De plaats maakt deel uit van het arrondissement Tournon-sur-Rhône. Andance telde op 1 januari 2022 1.193 inwoners.
In Andance bevindt zich een voormalig mausoleum van de Romeinen, de Sarrazinière genoemd.

## Geografie
De oppervlakte van Andance bedroeg op 1 januari 2022 6,52 vierkante kilometer; de bevolkingsdichtheid was toen 183 inwoners per km². De plaats ligt op de linkeroever van de Rhône.
De onderstaande kaart toont de ligging van Andance met de belangrijkste infrastructuur en aangrenzende gemeenten.

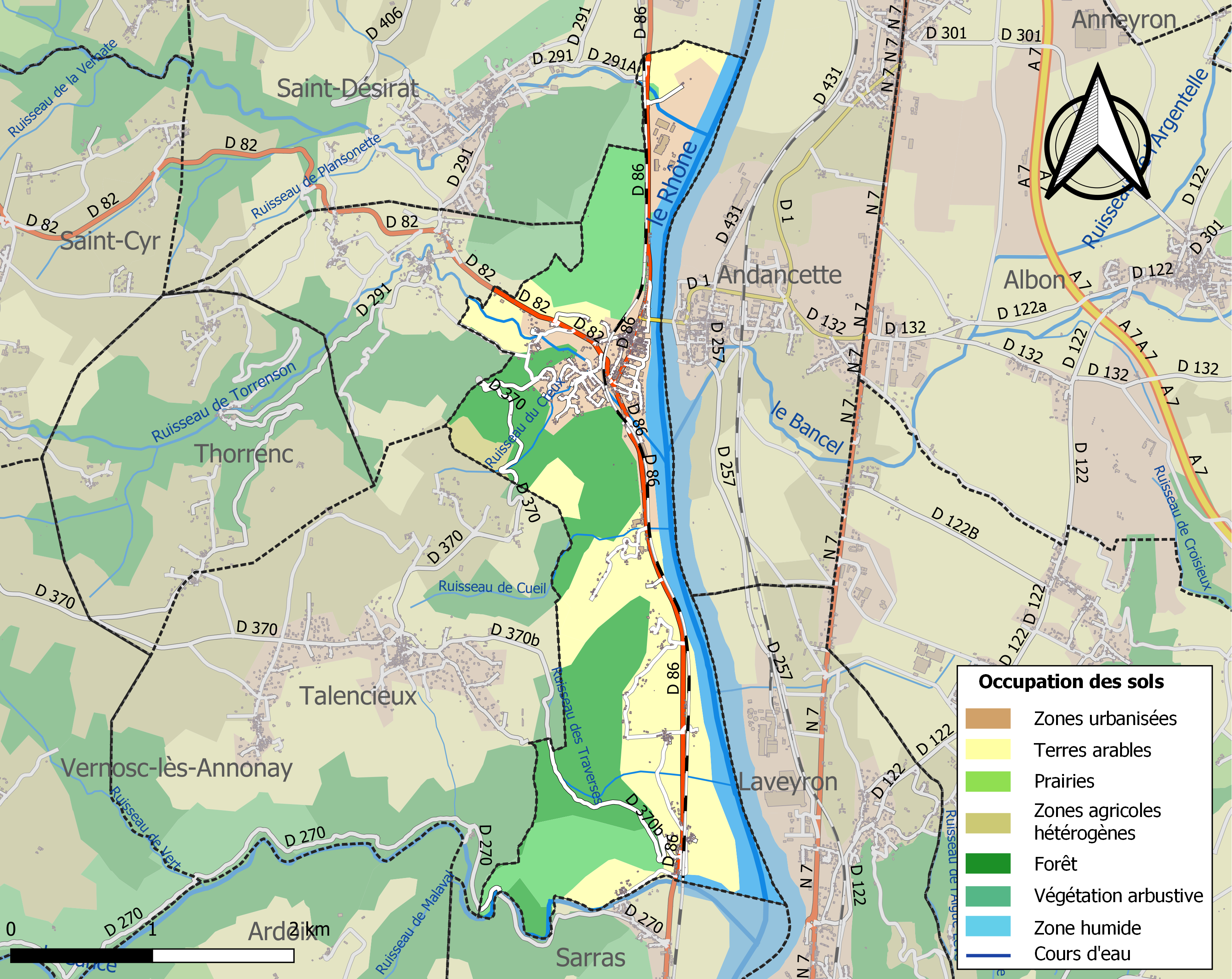

## Demografie
Onderstaande figuur toont het verloop van het inwonertal (bron: INSEE-tellingen).

Vanwege een beveiligingsprobleem met de MediaWiki Graph-software is het momenteel niet mogelijk deze grafiek weer te geven. Zodra de software is bijgewerkt zal de grafiek vanzelf weer zichtbaar worden.